# Beverly Lynne

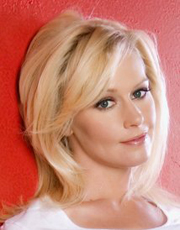
Beverly Lynne (2012)

Beverly Lynne Hubscher (* 31. Oktober 1973 in Sellersville, Pennsylvania) ist eine US-amerikanische Schauspielerin und Model, die hauptsächlich durch ihre Auftritte in Erotikfilmen bekannt ist.

## Karriere und Privatleben
Lynne machte ihren ersten Abschluss auf der Pennridge High School in Perkasie und besuchte danach ein College. Noch während ihrer Highschoolzeit erschienen Fotos von ihr im Playboy-Magazin „Book of Lingerie“ (Ausgabe März/April 1997 und März/April 1999). Während der Collegezeit, von 1998 bis 2000, war sie Cheerleader bei den Philadelphia Eagles und zierte auch das Cover für einen Bademoden-Kalender der Cheerleadertruppe.
Lynne zog nach Los Angeles, um dort in der Filmbranche als Darstellerin zu arbeiten. Zunächst spielte sie in einigen B-Movies aus dem Horror-Genre wie Zombie Chronicles, Holy Terror oder Terror Tunes mit. Außerdem stand sie für „MADtv“ sowie einige Werbespots vor der Kamera, bevor sie ein Angebot bekam, in dem Film Personals 2: CasualSex.com für Playboy TV eine Hauptrolle zu spielen. Seitdem spielt sie hauptsächlich in erotischen Filmen mit, die häufig im Nachtprogramm von Senderketten wie Cinemax, HBO und Showtime zu sehen sind. Aufgrund der häufigen Auftritte in dieser Sparte gibt sie sich selber den Titel „Queen of Late Nite“. In der Cinemax-Serie Hollywood Sexcapades spielte sie neben ihrem Ehemann eine der Hauptrollen. Lynne ist mit dem Schauspieler Glen Meadows verheiratet, mit dem sie gemeinsam viele Filme gedreht hat. Sie haben eine gemeinsame Tochter.
2007 gründete Lynne gemeinsam mit ihrem Mann das Unternehmen „BackUp Plan Productions“. Die Web-Serie Tanya X war eines der ersten Ergebnisse ihrer Arbeit hinter der Kamera. Sie basiert auf der Agentin Tanya X aus dem Erotikfilm The Girl from B.I.K.I.N.I. (2007) beziehungsweise den Fortsetzungen Bikini Royale (2008) und Bikini Royale 2 (2010). Inzwischen wird die Serie auch im TV-Programm von Showtime ausgestrahlt. Als erster Film wurde The Atonement of Janis Drake 2011 auf dem PollyGrind Film Festival vorgestellt. Im Rahmen des Festivals wurde ihr der Bad Girl Award für ihre Darstellung der Janis Drake verliehen.

## Filmographie (Auswahl)
- 2002: Bloody Highway
- 2003: Maximum Thrust
- 2004: Curse of the Erotic Tiki (auch Bikini a Go Go)
- 2005: Bikini Chain Gang
- 2006: Haunting Desires
- 2006: Bikini Pirates
- 2007: Super Ninja Doll
- 2007: The Girl from B.I.K.I.N.I.
- 2008: Bikini Royale
- 2008: Voodoo Dollz
- 2009: The Sex Spirit
- 2009: The Devil Wears Nada
- 2010: Twilight Vamps
- 2010: Secret Lives
- 2010: Bikini Royale 2
- 2011: I.M. Caravaggio
- 2012: The Teenie Weenie Bikini Squad
- 2013: The Big Bust Theory
- 2013: All Babe Network

### Serien
- 2007: The Lair (Staffeln 1–2)
- 2002–2006: 7 Lives Xposed
- 2010–2011: Tanya X